# Arquidiócesis de Riga
La arquidiócesis de Riga (en latín: Archidioecesis Rigensis y en letón: Rīgas arhidiecēze) es una circunscripción eclesiástica de la Iglesia católica en Letonia. Se trata de una arquidiócesis latina, sede metropolitana de la provincia eclesiástica de Riga. Desde el 19 de junio de 2010 su arzobispo es Zbigņev Stankevičs.

## Territorio y organización

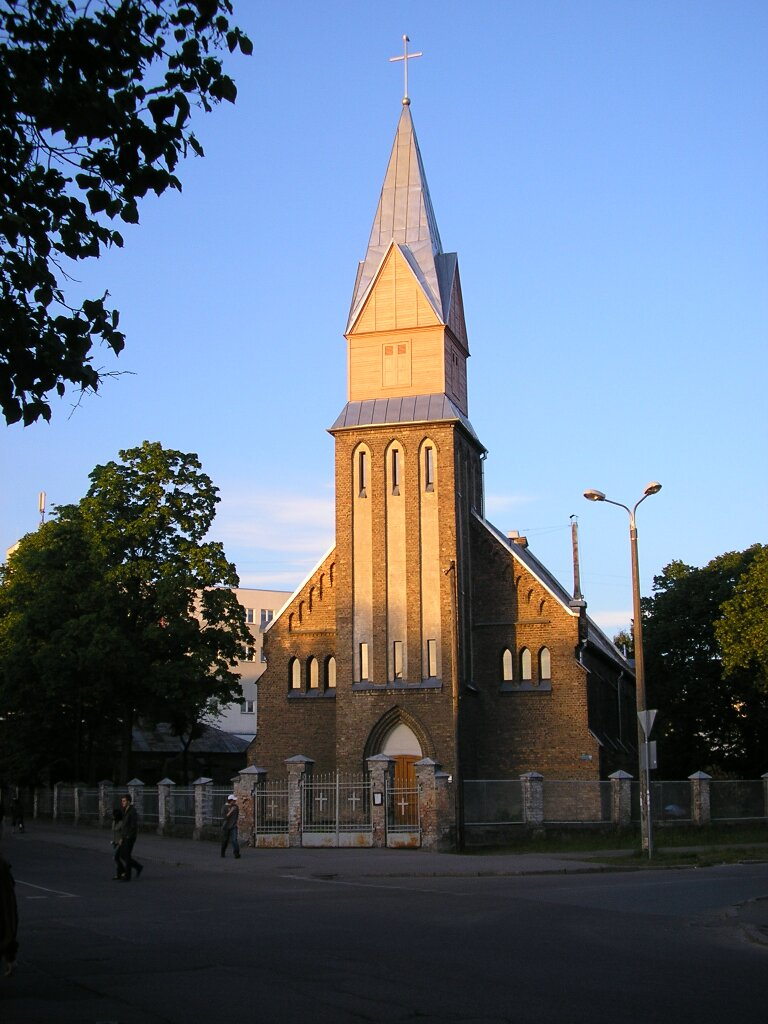
Iglesia de la Asunción de Nuestra Señora, en Riga

La arquidiócesis tiene 23 587 km² y extiende su jurisdicción sobre los fieles católicos de rito latino residentes en la parte noreste de Letonia, correspondiente a la región histórica de Livonia.
La sede de la arquidiócesis se encuentra en la ciudad de Riga, en donde se halla la Catedral de Santiago.
La arquidiócesis tiene como sufragáneas a las diócesis de: Jelgava, Liepāja y Rēzekne-Aglona.
En 2022 en la arquidiócesis existían 65 parroquias.

## Historia

Mapa del principado eclesiástico de Riga en 1260 (en amarillo)

### Antigua sede
La diócesis de Livonia fue erigida en 1186 y tenía su sede en la ciudad de Uexküll, el lugar donde san Meinardo había construido la primera iglesia en Livonia. El segundo obispo de Uexküll, el cisterciense Berthold, trasladó el obispado a Riga y la diócesis en 1202 tomó el nombre de la diócesis de Riga, que originalmente era sufragánea de la arquidiócesis de Bremen.
Después de la Reforma protestante Letonia se convirtió del catolicismo al luteranismo en 1561, el principado eclesiástico fue secularizado y la arquidiócesis fue suprimida. 

### Sede actual
En 1863 el gobierno del zar ruso corta todas las conexiones directas de los obispos católicos con la Santa Sede, hasta que en 1905 el gobierno ruso emitió un edicto de tolerancia que canceló todas las restricciones impuestas a la Iglesia católica. 
La diócesis fue refundada el 29 de septiembre de 1918 con la bula Hodie nos del papa Benedicto XV. Inicialmente incluía casi todo el territorio de la recién formada República de Letonia (que declaró su independencia de Rusia el 18 de noviembre de 1918) y el de Estonia (que declaró su independencia de Rusia el 24 de febrero de 1918).
Edward Aleksander Władysław O'Rourke, un sacerdote católico polaco, anteriormente vicario general de la diócesis de Minsk, fue nombrado obispo. A mediados de diciembre fue consagrado obispo en la Catedral de Vilna, porque en Letonia en aquel momento no era posible debido a la ocupación del país por los bolcheviques. A mediados de 1919 los bolcheviques fueron expulsados de la parte central de Letonia, por lo que el obispo Edward O'Rourke pudo trasladarse a Riga.
El 9 de junio de 1920 se amplió para incluir la parte del territorio de la diócesis de Samogitia que se encontraba en territorio letón, mediante la bula Maxime interest del papa Benedicto XV.
El 25 de octubre de 1923 fue elevada al rango de arquidiócesis inmediatamente sujeta a la Santa Sede, en virtud del decreto Quum dioecesis Rigensis de la Congregación Consistorial. Esta decisión siguió al concordato entre el gobierno letón y la Santa Sede de 30 de mayo de 1922. El mismo acuerdo estipulaba que correspondía al Gobierno letón proporcionar a la Iglesia de Riga una catedral y un edificio adecuado para convertirse en la sede del arzobispo.
Tras el referéndum del 1 y 2 de septiembre de 1923 (que tampoco alcanzó el quórum requerido) la iglesia luterana de Santiago fue transferida a la Iglesia católica para convertirse en la nueva catedral de la arquidiócesis.
El 1 de noviembre de 1924 cedió el territorio de Estonia para la erección de la administración apostólica de Estonia.
El 8 de mayo de 1937 cedió otra porción de su territorio para la erección de la diócesis de Liepāja mediante la bula Aeterna animarum salus del papa Pío XI. Ese mismo día fue elevada a arquidiócesis metropolitana mediante la bula Plurimum sane.
Letonia y Estonia fueron ocupadas por el Ejército Rojo el 17 de junio de 1940 y anexada el 5 y 6 de agosto, respectivamente. Entre el 10 de julio de 1941 y el 9 de mayo de 1945 Letonia permaneció ocupada por Alemania, volviendo a ser ocupada por los soviéticos. Durante el período soviético la arquidiócesis permaneció vacante desde el 1 de octubre de 1958 hasta el 8 de mayo de 1991, cuando Jānis Pujats fue nombrado arzobispo meses antes de que Letonia se independizara de la Unión Soviética el 6 de septiembre de 1991.
El 2 de diciembre de 1995 cedió otra porción de su territorio para la erección de la diócesis de Rēzekne-Aglona mediante la bula Ad aptius consulendum del papa Juan Pablo II.
El 10 de diciembre de 2015 la Congregación para el Culto Divino y la Disciplina de los Sacramentos permitió a los sacerdotes que vivían en la arquidiócesis celebrar hasta tres misas entre semana.

## Estadísticas
Según el Anuario Pontificio 2023 la arquidiócesis tenía a fines de 2022 un total de 202 080 fieles bautizados.
| Año                                                                             | Población            | Población | Población      | Sacerdotes | Sacerdotes    | Sacerdotes    | Bautizados por sacerdote | Diáconos permanentes | Religiosos | Religiosos | Parroquias |
| Año                                                                             | Bautizados católicos | Total     | % de católicos | Total      | Clero secular | Clero regular | Bautizados por sacerdote | Diáconos permanentes | Varones    | Mujeres    | Parroquias |
| ------------------------------------------------------------------------------- | -------------------- | --------- | -------------- | ---------- | ------------- | ------------- | ------------------------ | -------------------- | ---------- | ---------- | ---------- |
| 1950                                                                            | 476 963              | 1 950 502 | 24.5           |            |               |               |                          |                      |            |            | 126        |
| 1970                                                                            | 268 560              | 2 334 000 | 11.5           | 151        | 151           |               | 1778                     |                      |            |            | 178        |
| 1980                                                                            | 245 000              | 2 500 000 | 9.8            | 135        | 125           | 10            | 1814                     |                      | 10         |            | 178        |
| 1990                                                                            | 500 000              | 2 667 000 | 18.7           | 100        | 92            | 8             | 5000                     |                      | 8          |            | 180        |
| 1999                                                                            | 170 000              | 1 435 000 | 11.8           | 33         | 19            | 14            | 5151                     | 1                    | 14         | 37         | 57         |
| 2000                                                                            | 170 000              | 1 420 000 | 12.0           | 35         | 21            | 14            | 4857                     | 1                    | 14         | 43         | 59         |
| 2001                                                                            | 170 000              | 1 430 000 | 11.9           | 34         | 23            | 11            | 5000                     | 1                    | 11         | 42         | 62         |
| 2002                                                                            | 180 000              | 1 400 000 | 12.9           | 37         | 26            | 11            | 4864                     | 1                    | 11         | 46         | 66         |
| 2003                                                                            | 200 000              | 1 370 000 | 14.6           | 39         | 28            | 11            | 5128                     | 1                    | 11         | 74         | 66         |
| 2004                                                                            | 200 000              | 1 350 000 | 14.8           | 42         | 30            | 12            | 4761                     | 1                    | 12         | 68         | 70         |
| 2010                                                                            | 220 000              | 1 230 000 | 17.9           | 45         | 35            | 10            | 4888                     | 1                    | 10         | 53         | 73         |
| 2014                                                                            | 222 910              | 1 234 000 | 18.1           | 43         | 30            | 13            | 5183                     | 1                    | 14         | 65         | 69         |
| 2017                                                                            | 224 329              | 1 201 975 | 18.7           | 56         | 41            | 15            | 4005                     | 1                    | 15         | 59         | 64         |
| 2020                                                                            | 207 560              | 1 182 100 | 17.6           | 58         | 46            | 12            | 3578                     | 3                    | 14         | 60         | 65         |
| 2022                                                                            | 202 080              | 1 154 000 | 17.5           | 56         | 42            | 14            | 3608                     | 3                    | 15         | 59         | 65         |
| Fuente: Catholic-Hierarchy, que a su vez toma los datos del Anuario Pontificio. |                      |           |                |            |               |               |                          |                      |            |            |            |

## Episcopologio
- Edward Aleksander Władysław O'Rourke † (29 de septiembre de 1918-10 de abril de 1920 renunció[nota 2])
- Antonijs Springovičs † (14 de abril de 1920-1 de octubre de 1958 falleció)
  - Sede vacante (1958-1991)
  - Julijans Vaivods † (10 de noviembre de 1964-23 de mayo de 1990 falleció) (administrador apostólico)
  - Jānis Cakuls (23 de mayo de 1990 por sucesión-8 de mayo de 1991) (administrador apostólico)
- Jānis Pujats (8 de mayo de 1991-19 de junio de 2010 retirado)
- Zbigņev Stankevičs, desde el 19 de junio de 2010